# San Sebastiano curato da santa Irene
San Sebastiano curato da Santa Irene è un dipinto a olio su tela (149x119,4 cm) realizzato nel 1625 dal pittore Hendrick ter Brugghen e conservato all'Allen Memorial Art Museum di Oberlin. L'opera è un classico esempio di pittura del Secolo d'oro olandese e dell'influsso che il Barocco italiano ebbe su di esso, come evidenziato dall'uso del chiaroscuro così tipico dei Caravaggisti di Utrecht. Lo storico dell'arte Seymour Slive ha descritto l'opera come il capolavoro di Hendrick ter Brugghen.

## Storia
Il soggetto di Santa Irene che cura San Sebastiano era molto comune nel XVII secolo, pur essendo presente in predelle già dal XV secolo. Note versioni di questa scena furono dipinte da Georges de La Tour, Trophime Bigot (non meno di quattro volte) e Jusepe de Ribera (in almeno sei occasioni). Il motivo che rese questo soggetto così popolare è oggetto di dibattito tra gli storici d'arte, anche se si pensa che la Chiesa cattolica possa aver incoraggiato questo tema per sfavorire le rappresentazioni di san Sebastiano come una figura languida e praticamente nuda alla maniera di Guido Reni; Giorgio Vasari infatti osserva che questo tipo di dipinti incentrati sulla bellezza di Sebastiano potevano risultare conturbanti per le fedeli.
Non è chiaro chi fosse il committente dell'opera e dove fu esposta originariamente, anche se probabilmente si trattava di un ospedale. Il dipinto appare per la prima volta nella collezione di Pieter Eris negli anni 1660. L'opera fu acquistata dall'Oberlin College nel 1953 e dopo il suo arrivo negli Stati Uniti il dipinto è stato esposto in gallerie di alto profilo come la National Gallery of Art di Washington e il Metropolitan Museum of Art di New York.

## Descrizione e stile

### Il dipinto
Il dipinto rappresenta San Sebastiano piegato in due dal dolore mentre la pia vedova Irene e la sua ancella curano le sue ferite. Invece di rappresentare il martirio del santo, ter Brugghen sceglie di mostrare il momento del ritrovamento del morente Sebastiano, che le due donne stanno slegando dall'albero del suo supplizio. La rappresentazione delle due donne che curano il santo era diventata popolare nel XVII secolo e alcuni critici vedono nella scelta del pittore di catturare questo momento invece che quello del martirio come una risposta alla pestilenza che si era abbattuta su Utrecht negli anni 1620: alla sofferenza del santo il pittore preferisce un'immagine più speranzosa di sopravvivenza e guarigione. Alcuni critici vedono un altro riferimento all'epidemia nel colorito di Sebastiano, un pallore che rasenta il verdastro così tipico dei malati di peste.

### Composizione
Una linea diagonale taglia il dipinto dall'angolo in alto a sinistra a quello in basso a destra: essa è tratteggiata dal corpo dello stesso Sebastiano, a partire dal suo braccio destro, ancora legato all'albero, fino ad arrivare al piede sinistro ed è ulteriormente rafforzata dalla freccia che gli spunta dal costato, che suggerisce una continuazione ideale della linea del braccio. Le due figure centrali di Irene e Sebastiano sono contrapposte, con i volti rivolti in direzioni opposte. Il volto di Irene è illuminato e rivolto verso l'alto, solcato da un sorriso lieve e un sentimento generale di sollievo e speranza. Il volto di Sebastiano è invece segnato dal dolore e dall'angoscia, nonché sprofondato nell'ombra. La struttura piramidale dell'opera è ulteriormente rimarcata dalla posizione delle teste di Sebastiano, Irene e dalla serva, tutte e tre disposte obliquamente una dopo l'altra.

### Iconografia
La figura ricurva di Irene guarda in direzione opposta rispetto all'albero, controbilanciando la schiena inarcata di Sebastiano. La contrapposizione di queste due figure è rafforzata dalla freccia che spunta dalla gamba del santo, che siede sull'elemento dai colori più vividi e accesi nel quadro, un tessuto rosso con decorazioni in oro. Questo tipo di drappo viene usato spesso da ter Brugghen, così come da Caravaggio, per simboleggiare non solo il martirio in generale, ma il sangue di Cristo in particolare. Lo stesso albero richiama gli eventi del venerdì santo perché ad esso Sebastiano era legato come a una croce. 
Di grande interesse sono anche le mani dei personaggi. La mano sinistra di Sebastiano, libera da vincoli, pende abbandonata nell'oscurità a simboleggiare l'impossibilità di un sollievo davanti al dolore e alla mancanza di libertà. La sinistra di Irene, invece, è appoggiata sul petto del moribondo, poco sopra il cuore, e lo sostiene come in un abbraccio per sorreggerlo e confortarlo mentre estrae una freccia con la mano libera. Alla mano inerme di Sebastiano si contrappone quella operosa della serva, che si accinge a liberare il santo dai lacci che lo legavano all'albero del suo supplizio. Le due donne sono operose, entrambe intente ad alleviare le sofferenze di Sebastiano.

### La collocazione
Non è noto quale fosse l'ubicazione originale del dipinto, anche se alcuni critici affermano che diversi indizi all'interno dell'opera suggeriscono che San Sebastiano curato da Santa Irene fosse stato commissionato da un ospedale o un altro luogo di cura. Le luci delicate dall'alto e la croce sullo sfondo (suggerita dall'albero) ricordano allo spettatore della presenza di Dio che veglia dall'alto. Inoltre l'attività delle due donne contrapposta al corpo incosciente del santo e il loro colorito acceso contrapposto al suo pallore mortale suggeriscono una contrapposizione tra la malattia e la salute, e la speranza del passaggio dalla prima situazione alla seconda. Anche qualora la guarigione fisica non fosse possibile, il dipinto ricorda allo spettatore la possibilità di una guarigione spirituale nella salvezza e nell'ingresso nel regno dei cieli dopo la morte, ancora una volta suggeriti dalla luce e dalla croce. Il malato che guardava il dipinto poteva quindi identificarsi con Sebastiano e vedere nell'opera la possibilità di guarigione fisica o salvezza spirituale.